# Paratropis sanguinea
Paratropis sanguinea är en spindelart som beskrevs av Cândido Firmino de Mello-Leitão 1923. 
Paratropis sanguinea ingår i släktet Paratropis och familjen Paratropididae. Inga underarter finns listade i Catalogue of Life.